# Taekwondo ai Giochi europei
Il taekwondo è stato inserito nel programma dei Giochi europei nell'edizione inaugurale che si è svolta nel 2015.

## Edizioni
| Giochi | Anno | Sede     | Gare |
| ------ | ---- | -------- | ---- |
| I      | 2015 | Baku     | 8    |
| III    | 2023 | Cracovia | 16   |

## Medagliere complessivo
Aggiornato alla terza edizione
| Pos.   | Paese                | Oro | Argento | Bronzo | Totale |
| ------ | -------------------- | --- | ------- | ------ | ------ |
| 1      | Spagna               | 4   | 3       | 6      | 13     |
| 2      | Regno Unito          | 4   | 1       | 3      | 8      |
| 3      | Croazia              | 3   | 2       | 6      | 12     |
| 4      | Azerbaigian          | 3   | 2       | 2      | 7      |
| 5      | Turchia              | 2   | 1       | 4      | 7      |
| 6      | Serbia               | 1   | 3       | 1      | 5      |
| 7      | Russia               | 1   | 2       | 2      | 5      |
| 8      | Italia               | 1   | 1       | 2      | 4      |
| 9      | Francia              | 1   | 0       | 5      | 6      |
| 10     | Portogallo           | 1   | 0       | 1      | 2      |
| 10     | Belgio               | 1   | 0       | 1      | 2      |
| 10     | Danimarca            | 1   | 0       | 1      | 2      |
| 13     | Georgia              | 1   | 0       | 0      | 1      |
| 14     | Ungheria             | 0   | 1       | 2      | 3      |
| 15     | Rep. Ceca            | 0   | 1       | 1      | 2      |
| 15     | Polonia              | 0   | 1       | 1      | 2      |
| 17     | Macedonia del Nord   | 0   | 1       | 0      | 1      |
| 17     | Bosnia ed Erzegovina | 0   | 1       | 0      | 1      |
| 17     | Norvegia             | 0   | 1       | 0      | 1      |
| 17     | Slovenia             | 0   | 1       | 0      | 1      |
| 17     | Irlanda              | 0   | 1       | 0      | 1      |
| 22     | Grecia               | 0   | 0       | 3      | 3      |
| 22     | Germania             | 0   | 0       | 3      | 3      |
| 24     | Svezia               | 0   | 0       | 2      | 2      |
| 25     | Cipro                | 0   | 0       | 1      | 1      |
| 25     | Bulgaria             | 0   | 0       | 1      | 1      |
| 25     | Lettonia             | 0   | 0       | 1      | 1      |
| Totale | Totale               | 24  | 24      | 48     | 96     |